# Loftahammars socken
Loftahammars socken i Småland ingick i Norra Tjusts härad, ingår sedan 1971 i Västerviks kommun i Kalmar län och motsvarar från 2016 Loftahammars distrikt.
Socknens areal är 120,93 kvadratkilometer, varav 119,09 land . År 2000 fanns här 964 invånare. Tätorten  Loftahammar med sockenkyrkan Loftahammars kyrka ligger i socknen. 

## Administrativ historik
Loftahammars socken bildades 1609 genom en utbrytning ur Lofta socken. 
Vid kommunreformen 1862 övergick socknens ansvar för de kyrkliga frågorna till Loftahammars församling och för de borgerliga frågorna till Loftahammars landskommun. Landskommunen utökades något 1952 innan den 1971 uppgick i Västerviks kommun. 1974 överfördes hit jordeboksenheten Målen från Västra Eds socken (församling) och härifrån till Västerviks församling överfördes trakten Gränsö.
1 januari 2016 inrättades distriktet Loftahammar, med samma omfattning som församlingen hade 1999/2000.  
Socknen har tillhört samma fögderier och domsagor som Norra Tjusts härad. De indelta soldaterna tillhörde  Andra livgrenadjärregementet, Tjusts kompani. De tio indelta båtsmännen tillhörde Tjusts båtsmanskompani.

## Geografi och natur
Loftahammars socken ligger vid kusten norr om Västervik kring ett antal halvöar som Gräntsö och fjärdar som Gudingefjärden, Knöldjupet, Syrsan och Bågviken, samt i en skärgård ett antal öar som Malmöarna, Hasselö och Björkö. Socknen består av odlade partier som omväxlar med skogklädda bergknallar.
Det finns hela 13 naturreservat i socknen: Björkö, Gränsö, Norra tjusts skärgård, Rågö, Sladö och Äskeskär, Södra Malmö och Trässö ingår alla i EU-nätverket Natura 2000. Kommunala naturreservat är Bergholmen-Stora Kalvö, Hulöhamn och Vindåsen, Ljusterö, Nabben, Solidö och Vinö kalv.
Sätesgårdar var Gränsö herrgård och Bjursunds säteri.
I Bogvik fanns förr ett gästgiveri.

## Fornlämningar
Kända från socknen är ett flertal gravrösen och skärvstenshögar från bronsåldern samt några mindre gravfält från järnåldern. I skärgården finns en labyrint och några ödekyrkogårdar.

## Befolkningsutveckling
Befolkningen ökade från 1 632 år 1810 till 2 478 år 1880 varefter den minskade till 979 år 1980 då den var som minst under 1900-talet. 1990 hade folkmängden ökat något till 1 067 invånare.

## Namnet
Namnet (1383 Lophtambrum) kommer från kyrkbyn. Förleden är Lofta syftande på grannsocknen eller dessa inbyggare. Efterleden ärhammar, 'stenig höjd, stenbacke'. Den äldsta gården i socknen ligger i Hallmare och omnämns från det danska iteniariet, skrivet av munkar i slutet av 1200- talet. Då var vattnen utanför skärgården viktig farled för resor till dåvarande baltiska stater, och kallas därför Valdemarsleden efter kung Valdemar Sejr.

## Kultur
I Loftahammar finns en Hembygdsförening. Föreningen har en hembygdsgård  i Aleglo, där det bland annat finns en  väderkvarn av holländsk typ,  byggd 1851.

## Skolor
Loftahammars centralskola invigdes den 27 maj 1951. Långt innan dess har byskolor funnits runt om i socknen. En av de äldsta är Tångereds skola (kyrkskolan som den även kallas) som ligger i samhället, där började verksamheten 1870 och var skola fram till 1951. Lika gammal är Askö skola på Stora Askö. Den började samtidigt med Tångered, men var igång till 1955.  Rosdal hade skola från 1904 till 1950. Averums var skola från 1918 till 1946 och lika länge har det varit skola i Snörum.
Bågviks skola verkade från 1910 till 1951. Skola fanns i Lerglo från 1907- 1940. På den stora ön Hasselö har det varit skola under längst tid 1878 till 1976. Eleverna här var de sista som flyttade över till den nybyggda Centralskolan.
På ön Södra Malmö fanns Aska skola, inget årtal finns när den började, men skolan brann 1949 och byggdes upp igen. Läraren där avled hastigt 1954. Därefter lades skolan ner.